# 8608 Chelomey
8608 Chelomey è un asteroide della fascia principale. Scoperto nel 1976, presenta un'orbita caratterizzata da un semiasse maggiore pari a 2,2684489 UA e da un'eccentricità di 0,1356803, inclinata di 11,08070° rispetto all'eclittica.